# 雲南省 (中華民国)
雲南省（うんなんしょう）は、かつて中華民国に存在した省。

## 管轄区域
現在の中華人民共和国雲南省全域、四川省攀枝花市の一部及びミャンマーの北部山岳部を含む範囲を管轄した。
東は貴州省及び広西省、北は四川省及び西康省、南及び西はインド及びビルマに接していた。

## 行政沿革
1911年（宣統3年）、辛亥革命が発生すると、滇軍は10月30日に木々、11月1日に清朝官吏を駆逐、11月3日に雲南大漢軍政府が成立、革命軍司令官の蔡鍔が軍政府都督に就任した。これより以前に10月27日に成立した張文光等による滇西都督府も存在したがまもなく廃されている。
1913年（民国2年）、『劃一令』により中華民国が省民政長官として民政長が設置され、下部に民政、財政などの司が設置された。1914年（民国3年）5月23日には民政長を巡按使と改称されている。同年12月25日、唐継尭による雲南独立が宣言されると、一時巡按使署は民政庁と改称され、都督府の管轄とされた時期があった。
1916年（民国5年）7月6日、巡按使は省長と改称、その下部に政務、財務等の庁が設置された。1927年（明国16年）3月9日、国民党中央政治会議は雲南省政務委員会を設置、当初は広州国民政府、後に南京国民政府に帰属した。
1949年（民国38年）12月19日、共産党勢力により雲南省の大部分が「解放」され、中華民国は実効支配権を喪失したが、ビルマ、ラオス国境地帯では雲南反共救国軍が引き続きゲリラ戦を行っていた。雲南反共救国軍は1951年（民国40年）5月に滄源、耿馬、瀾滄、双江の4県で大規模な攻勢に出るが、人民解放軍の反撃によって7月までにビルマやタイ北部に脱出した。その後、国連決議に伴って雲南反共救国軍の兵士たちは武装解除の上、台湾に退去することが決まり、1954年（民国43年）までに6,986人が台湾に退去した。しかし一部の兵士は現地に残留し、雲南人民反共志願軍を結成して、1960年（民国49年）までゲリラ戦を行った。

## 省会
1935年（民国24年）3月までは昆明県、それ以降は昆明市に設置された。

## 歴代省長
| 代 | 氏名   | 就任日     | 退任日 |
| -- | ------ | ---------- | ------ |
| 1  | 蔡鍔   | 1912年3月  | -      |
| 2  | 唐継堯 | 1913年12月 | -      |
| 3  | 顧品珍 | 1921年2月  | -      |
| 4  | 唐継堯 | 1922年4月  | -      |
| 5  | 胡若愚 | 1927年3月  | -      |
| 6  | 竜雲   | 1928年1月  | -      |
| 7  | 李宗黄 | 1945年10月 | -      |
| 8  | 盧漢   | 1945年11月 | -      |

## 行政区画

### 道制
清代は迤東、迤西、迤南、臨開広の4道が設置されていたが、辛亥革命後は迤東道は廃止となり、迤西、迤南、臨開広の3道は清制がそのまま踏襲された。1914年（民国2年）2月25日、迤西、迤南、臨開広は滇西、滇南、臨開広道と改称され、新たに滇中道が旧迤東道地区に新設されている。
1914年（民国3年）6月24日、北京政府が発布した『劃一令』により各観察使は滇水道、蒙自道、普洱道、騰越道が設置された。1927年（民国16年）の北伐の結果、道制は廃止された。
- 滇水道
- 蒙自道
- 普洱道
- 騰越道

### 県級行政区画
中華人民共和国成立直前の管轄県は下記の1市113県15設治局。（50音順）
- 市
  - 昆明市:1935年8月に昆明県の27村に設置。
- 県
  - 安寧県
  - 威信県
  - 維西県
  - 易門県
  - 彝良県
  - 雲県
  - 雲竜県
  - 永勝県:1913年4月、永北県として成立、1934年2月改称。
  - 永仁県:1929年11月、大姚県苴却地区に新設。
  - 永善県
  - 永平県
  - 塩興県:1913年4月、定遠県と広通県の一部に新設。
  - 塩津県:1917年1月、大関県塩井地区に新設。
  - 塩豊県
  - 開遠県
  - 会沢県:1913年4月に東川県と改称、1929年11月、会沢県と改称。
  - 鶴慶県
  - 峨山県:清代の嶍山県。1929年11月改称。
  - 河西県
  - 華寧県:1913年4月に寧県として成立。1914年1月に黎県と、1931年に華寧県と改称。
  - 華坪県
  - 丘北県
  - 曲渓県
  - 玉渓県:1913年3月、新興県として設置。1914年1月、休納県、1916年11月に玉渓県と改称。
  - 曲靖県:清代の南寧県。1913年4月改称。
  - 宜良県
  - 金平県:1936年7月、金河、平河両行政区に新設。
  - 景谷県:1913年4月、威遠県として成立、1914年1月改称。
  - 景東県
  - 元江県
  - 硯山県:1933年6月、文山県江那県佐及び広南県小維摩県佐地区に新設。
  - 建水県:1913年4月、臨安県として成立。1914年1月に建水県と改称。
  - 剣川県
  - 元謀県
  - 巧家県
  - 江城県:1929年12月、勐烈行政区に新設。
  - 江川県
  - 広通県
  - 広南県:清代の宝寧県。1913年4月改称。
  - 箇旧県
  - 昆明県:1945年1月、穀昌県と一時改称されるが、1948年2月に昆明県に戻された。
  - 昆陽県
  - 洱源県
  - 師宗県
  - 思茅県
  - 車里県:1929年12月、普思沿辺第1区に新設。
  - 順寧県
  - 祥雲県:清代の雲南県。1929年11月改称。
  - 昭通県:清代の恩安県。1913年4月改称。
  - 昌寧県:1935年5月、順寧県及び保山県の一部に新設。
  - 尋甸県
  - 晋寧県
  - 新平県
  - 綏江県:清代の靖江県。1914年1月改称。
  - 嵩明県
  - 西疇県:1929年11月、馬関県西灑及び疇陽地区に新設。
  - 石屏県
  - 宣威県
  - 沾益県
  - 双江県:1927年、四排山、上改心両県佐及び勐勐土司地区を統合し新設。
  - 双柏県:1913年4月、安南県として成立。1914年1月に摩芻県と、1929年に双柏県と改称。
  - 楚雄県
  - 大関県
  - 大姚県
  - 大理県
  - 中甸県
  - 澂江県:清代の河陽県。1913年4月改称。
  - 鎮越県:1929年12月、普思殖辺第5殖辺分署に新設。
  - 鎮遠県
  - 鎮康県:1913年、永康県として成立、1914年1月改称。
  - 鎮南県
  - 鎮雄県
  - 通海県
  - 呈貢県
  - 騰衝県
  - 鄧川県
  - 南嶠県:1929年12月、普思沿辺第2区に新設。
  - 寧洱県:1913年4月に普洱県、1914年6月に寧洱県と改称。
  - 馬関県:1913年4月に安平県として成立。1914年1月改称。
  - 馬竜県
  - 弥渡県
  - 賓川県
  - 仏海県:1929年12月、普思沿辺第3区に新設。
  - 武定県
  - 富寧県:1913年4月に富州県として成立、1937年1月改称。
  - 富民県
  - 文山県:1913年4月に開化県として成立。1914年1月改称。
  - 平彝県
  - 屏辺県:1933年12月、靖辺行政区に新設。
  - 鳳儀県
  - 保山県
  - 牟定県:清代の定遠県。1914年1月改称。
  - 墨江県:1913年4月に他郎県、1916年11月に墨江県と改称。
  - 弥勒県
  - 緬寧県
  - 蒙化県
  - 蒙自県
  - 姚安県
  - 漾濞県:1912年6月、蒙化庁漾濞司、雲竜州、永平県、浪穹県の一部に新設。
  - 羅平県
  - 瀾滄県:1913年4月、鎮辺県として成立、1914年1月改称。
  - 蘭坪県
  - 陸良県
  - 竜陵県
  - 禄勧県
  - 六順県:1929年12月、普思殖辺第8殖辺分署に新設。
  - 禄豊県
  - 麗江県
  - 瀘西県:1913年4月に広西県として成立。1929年11月改称。
  - 潞西県:1932年、芒遮板行政区に芒遮板設治局を新設。1934年、潞西設治局と改称。1949年8月、県制施行。
  - 魯甸県
  - 路南県
- 設治局
  - 盈江設治局:1935年6月、盞達行政区に新設。
  - 貢山設治局:1935年6月、菖蒲桶行政区に新設。
  - 耿馬設治局:1932年6月、順寧県耿馬土司地区に新設。
  - 瑞麗設治局:1935年6月、勐卯行政区に新設。
  - 滄源設治局:1934年、瀾滄県勐角、勐董、大蛮海、岩帥土司地域に新設。
  - 徳欽設治局:1935年6月、阿墩子行政区に新設。
  - 寧江設治局:1935年6月、臨江行政区に新設。
  - 寧蒗設治局:1935年6月、永勝県寧蒗県佐地区に新設。
  - 福貢設治局:1935年6月、上帕行政区に新設。
  - 碧江設治局:1935年6月、知子羅行政区に新設。
  - 竜武設治局:1935年6月、石屏県竜朋県佐地区に新設。
  - 梁河設治局:1935年6月、騰衝県八撮県佐地区に新設。
  - 蓮山設治局:1935年6月、盞達行政区に新設。
  - 瀘水設治局:1935年6月、瀘水行政区に新設。
  - 隴川設治局:1935年6月、隴川行政区に新設。

### 殖辺督弁署
雲南省はイギリス植民地のインド及びビルマ、フランス植民地のインドシナと隣接する政治地勢により、国境防衛と外交折衝を現地で行う必要があり、1929年（民国18年）11月、第一（滇西）殖辺督弁署及び第二（滇南）殖辺督弁署が雲南省独自の判断で設置された。
殖辺督弁署設置の事実は省政府より内政部を経由し行政院に報告され、国民党中央政治会議は省と県の中間に位置し、殖産及び国境警備、辺境地域の交通、教育等を担当する行政機関として暫定的に設置することを認可、また緊急事態における行政指揮権の付与も認められ、1938年（民国27年）に廃止となっている。

### 行政督察区
雲南省における行政督察区制度は1940年（民国29年）5月、旧普思辺区管轄地域に第1行政督察区が設置されたのが初見である。1942年（民国31年）3月、全省を7区に再編し、1945年（民国34年）には13区に再編された。